# Mountain Dew (film 1917)
Mountain Dew è un film muto del 1917 diretto da Thomas N. Heffron. Prodotto e distribuito dalla Triangle, aveva come interpreti Margery Wilson, Charles Gunn, Thomas Washington, Al W. Filson.

## Trama
Lo scrittore J. Hamilton Vance, autore di racconti pubblicati su giornali e riviste, si reca tra i selvaggi monti del Kentucky per trovare ispirazione e colore locale per le sue storie. Conosce così Roxie Bradley, la figlia di un distillatore clandestino, e se ne innamora. Guardato dapprima con sospetto dai montanari, Vance alla fine riesce a conquistare la loro fiducia tanto da venire nominato insegnante della locale scuola. La sua nomina, però, suscita la gelosia e il risentimento del precedente maestro che, per vendicarsi, cerca di sparargli. La pallottola colpisce invece Roxie, che resta ferita. Vance si prende cura della ragazza finché questa non guarisce. Ma Lily Bud Raines sparge la voce che il nuovo venuto non è altri che un infiltrato degli agenti federali, arrivato tra loro per spiarli. Mentre i contrabbandieri studiano un piano per farlo fuori, lui e Roxie si sposano. Venendo a sapere che Vance ormai è diventato uno di loro, i rudi montanari finalmente lo accettano come membro della loro comunità.

## Produzione
Il film fu prodotto dalla Triangle Film Corporation. Ambientato nel Kentucky, venne girato nella zona montuosa di Felton, una cittadina della contea di Santa Cruz, in California.

## Distribuzione
Distribuito dalla Triangle Distributing, il film uscì nelle sale statunitensi il 16 settembre 1917. Non venne richiesto alcun copyright.
Non si conoscono copie ancora esistenti della pellicola che viene considerata presumibilmente perduta.